# Авакянц Сергій Петрович
Сергій Петрович Авакя́нцнц (нар. 25 грудня 1940 Георгієвськ — пом. 28 жовтня 2012) — радянський і російський вчений в області біохімії і технології вина. Доктор біологічних наук з 1977 року, професор з 1968 року. Член Міжнародного товариства по поліфенолам з 1977 року, член-кореспондент Італійської академії винограду і вина з 1979 року, член-кореспондент Російської академії сільськогосподарських наук з 1990 року.

## Біографія
Народився 25 грудня 1940 року у місті Георгієвську Ставропольського краю. 1962 року закінчив Краснодарський інститут харчової промисловості. Працював:
- з 1962 року — завідувачем виробництвом Єгорлицького винзаводу у Ростовській області;
- у 1965—1969 роках — асистентом кафедри технології виноробства Всесоюзного заочного інституту харчової промисловості (ВЗІХП). Член КПРС з 1968 року;
- з 1967 по 1968 рік стажувався в Університеті міста Бордо та Інституті хімії природних сполук в Парижі;
- у 1969—1977 роках доцент кафедри технології виноробства, одночасно, у 1972—1977 роках, декан факультету харчових виробництв ВЗІХП;
- у 1977—1980 роках — завідувач кафедрою технології харчових виробництв ВЗІХП;
- у 1980—1996 роках — завідувач кафедрою технології виноробства ВЗІПП;
- з 1996 року — професор-консультант ТОВ «РІСП» (Москва)[1].

Помер 28 жовтня 2012 року.

## Наукова діяльність
Вченим досліджені теоретичні основи процесів формування ігристих вин, процесів, що відбуваються при дозріванні вин, вивчений механізм автоліза дріжджів, виявлені нові компоненти вина.
Розробив ряд нових способів виробництва столових, виноградних вин, а також утилізації дріжджових осадків, способів прискореного дозрівання вин за допомогою каталізаторів, об'єктивної оцінки якості ігристих вин, визначення типу вина, його ароматоутворуючих речовин і іншен.
Один з творців титанового фільтру для мікрофільраціі рідких харчових напоїв, установок для ультрафільтрації соків, для гідродинамічного освітлення соків, виробництва білково-вітамінного продукту, для вакуумної дегідрації соків, зворотноосмотичної установки для концентрування соків.
Автор понад 200 наукових робіт, в тому числі 38 книг і брошур, з них 2 монографії. Власник 55 авторських свідоцтв і патентів СРСР і Росії, 2-х патентів Італії на винаходи. Серед робіт:
- Биохимические основы технологии шампанского. — Москва, 1980;
- Игристые вина. — Москва.: Пищ. промышленность, 1986. — 272 с.;
- Новые способы и современное оборудование для фильтрования виноматериалов с применением вспомогательных веществ / соавт. О. В. Балинов; ВНИИТЭИагропром. — Москва, 1990. — 28 с.;
- Технология и оборудование для пищевой и биотехнологической промышленности / Всероссийский заочный институт пищувой промышленноссти. — Москва, 1995. — 38 с.;
- Теоретические основы переработки винограда для производства столовых вин //Виноград и вино России.2001.№ 2.С.45-47.;
- Дисперсионно-морфологическое распределение дрожжевых клеток при шампанизации / соавтор И. Ф. Гюров // Виноделие и виноградарство. 2003. № 1. С. 19-21.

## Відзнаки
- премія Міжнародної організації винограду і вина (1981);
- медаль «Ветеран праці» (1990).